# 祝贡寺
祝贡寺（藏语发音adri-gung-dgon-dg'a-Idan-Iegs-bshd-gling）位于中華人民共和國甘肃省武威市天祝藏族自治县东大滩乡上圈湾村旧寺沟，是一座藏传佛教格鲁派寺院。

## 简介
祝贡寺位于天祝县城东北，阿尼格宁山（汉语称“毛毛山”）北麓的大俄博，藏语称“亚浪贡”。
《安多政教史》载，住在青海郭隆寺附近的西藏直贡噶举派僧人桑布坚赞，因受清朝雍正元年（1723年）青海蒙古和硕特部首领罗卜藏丹津反清事件牵连，遭清朝大将年羹尧、岳钟琪杀害。桑布坚赞的信徒桑布仁钦逃至今天祝藏族自治县境内的毛毛山地区躲藏，并在雍正五年（1727年）创建了祝贡寺。因建寺僧人属于直贡噶举派，故取名祝贡寺，即直贡寺。当时，有僧人80余人，管辖周围五个部落。清朝同治五年（1866年）及光绪二十一年（1895年），祝贡寺两次毁于兵燹，后来又重建，为格鲁派寺院。
中华人民共和国成立初期，该寺有活佛1人，为祝千活佛罗藏久美，时在塔尔寺学经，后来还俗，1990年代，正在担任天祝县藏医院院长、甘肃省政协委员、天祝县政协委员。中华人民共和国成立初期，该寺还有僧人49人；建筑有大经堂1座，昂欠1处。1958年后，该寺建筑陆续被毁。1981年，该寺重新开放。根据天祝县宗教局2005年统计，该寺有僧人1人，信教群众5000人。
2012年7月24日，第十四世祝千活佛洛桑三旦嘉措坐床庆典大会在祝贡寺举行。拉卜楞寺寺管会代表及内蒙古宝堂寺寺管会代表也参加了此次庆典大会。